# Убивство Михайла Медведєва
Перехоплення автомобіля BMW, що закінчилося загибеллю Михайла Медведєва — інцидент за участю національної поліції України в місті Києві вночі 7 лютого 2016 року (близько 01:27), під час якого було вбито 17-річного юнака, Михайла Медведєва. Інцидент стався в районі Індустріального шляхопроводу, коли екіпаж патрульної поліції № 952, у складі якого перебував поліціянт Сергій Олійник, почав переслідування автомобіля BMW із держномером АА 7443 ОІ, яким у нетверезому стані керував 24-річний Ростислав Храпачевський. Під час переслідування автомобіля проспектом Перемоги близько 01:33 екіпаж вирішив відкрити вогонь. Згідно з висновком судмедекспертизи, смерть Михайла Медвєдєва настала від сліпого вогнепального поранення грудної клітини, лівої легені, серця, що супроводжувалися втратою крові. 
Цей випадок став першим випадком смерті, пов'язаною зі співробітниками патрульної поліції, і викликав широкі дискусії про ефективність реформи МВС, порядок використання зброї та професійний рівень поліцейських.

## Розслідування
8 лютого прокуратура міста Києва розпочала перевірку правомірності дій співробітників Управління патрульної поліції м. Києва.
9 лютого помічник генпрокурора Віктора Шокіна Владислав Куценко заявив: «Був убитий 17-річний хлопець, який не керував автомобілем і, таким чином, порушником апріорі не міг бути». Прокуратура розпочала кримінальне провадження за двома статтями: 365 ч. 3 — перевищення службових повноважень співробітниками правоохоронних органів, що призвели до тяжких наслідків, смерті людини. Друга стаття 115 — умисне вбивство.
10 лютого своє розслідування загибелі Медведєва почала Валерія Лутковська, уповноважений Верховної Ради України з прав людини.
16 лютого співробітники прокуратури провели обшуки в офісі патрульної поліції, а 18 лютого повідомили про оголошення підозри поліцейському на ім'я Сергій Олійник. Водночас головним винуватцем смерті підлітка прокуратура вважає водія автомобіля BMW, який знаходився в стані наркотичного сп'яніння.
Балістична експертиза вилученої кулі підтвердила її приналежність до вилученого пістолета поліцейського Сергія Олійника.
18 лютого Печерський районний суд заарештував Сергія Олійника на два місяці.
5 вересня 2016 року Печерський районний суд відпустив патрульного Олійника під особисте зобов'язання до 31 жовтня.
8 листопада 2016 року прокуратура міста Києва завершила розслідування у кримінальному провадженні стосовно патрульного поліцейського Сергія Олійника. Прокуратурою було встановлено, що патрульний поліцейський під час переслідування автомобіля БМВ, перевищив службові повноваження та в порушення встановленого законом порядку здійснив постріли з табельної зброї.
У квітні 2019 року у зв'язку з другою зміною головуючого судді розгляд справи було розпочато заново.
6 лютого 2020 Голосіївський суд Києва повторно призначив відбір присяжних у справі.

## Подальші події
Михайла Медведєва поховали 9 лютого у Боярці.
10 лютого близькі Михайла Медведєва пікетували Управління патрульної служби з гаслом «Ми проти копів-вбивць!».
13 лютого біля будівель управління патрульної поліції та Міністерства внутрішніх справ України відбувся повторний мітинг. За словами київського патрульного Михайла Кіндракевича цього разу мітингарі «увійшли у відділ розшуку і дізнання, зайняли робочі місця прийому громадян, зайшли за стійки канцелярії».

## Експертні оцінки
Журналіст-криміналіст Олег Єльцов висловив думку, що уникнути загибелі Медведєва можна було б, якби рівень підготовки поліцейських не був таким низьким: «Мала бути запущена операція перехоплення. Можливо вона й була, але її виконання — на «двійку». Півгодини містом гасали 20 патрульних автомобілів, і не могли авто спинити, це ганьба, от і все».
На думку соціолога Ірини Бекешкіної, поліція діяла правильно. На її думку, інцидент стався через те, що «виконання закону — нехарактерна риса для українського народу».

## Реакція соцмереж
Станом на 11 лютого 2016 опитування щодо застосування зброї поліцейськими, проведене у Фейсбуці, отримало 10961 голос. Переважна більшість голосів (9345 голосів, або 85,26 %) «однозначно підтримала» застосування зброї. 873 голоси, або 7,96 %, не підтримали; вагалися 743 голоси, або 6,78 %.

## Реакція політиків

### На підтримку дій поліції
9 лютого 2016 року Мер Києва Віталій Кличко підтримав дії поліцейських та заявив, що «поліція показала, що може діяти рішуче і жорстко в наведенні порядку і законності в нашому місті».
18 лютого 2016 року народний депутат України Антон Геращенко заявив, що ряд народних депутатів України готові взяти поліцейського Сергія Олійника на поруки.
19 лютого 2016 року дії поліції підтримав міністр внутрішніх справ Арсен Аваков.

### Проти дій поліції
20 лютого 2016 року народний депутат України Ігор Луценко оголосив, що затриманий поліцейський Сергій Олійник причетний до злочинів проти Майдану.

## Реакція суспільства

### Проти дій поліції
10 лютого 2016 року близькі Михайла Медведєва пікетували Управління патрульної служби з гаслом «Ми проти копів-вбивць!».
13 лютого 2016 року біля будівель управління патрульної поліції і Міністерства внутрішніх справ України відбувся повторний мітинг. За словами київського патрульного Михайла Кіндракевича цього разу мітингарі «увійшли у відділ розшуку і дізнання, зайняли робочі місця прийому громадян, зайшли за стійки канцелярії».

### На підтримку дій поліції
21 лютого 2016 року у Києві та Львові відбулися акції на підтримку поліції.

## Цікаві факти
За два дні до переслідування та вбивства Медведєва голова Національної поліції Україна Хатія Деканоїдзе заявила таке: «Щодо заборони переслідувань автомобілів, то це не негласне розпорядження, а стандарт цивілізованих країн. Поліція вдається до погоні тільки в голлівудських бойовиках. Не тільки через ризик пошкодити службовий автомобіль, а тому, що це дуже небезпечно для навколишніх. Зокрема, для пішоходів. Для знешкодження порушника, який утікає автомобілем, існують ретельно сплановані заходи перехоплення».

## Дивись також
- Убивство поліцейських в Дніпрі
- Убивство Майкла Брауна